# چگونه فولاد آبدیده شد

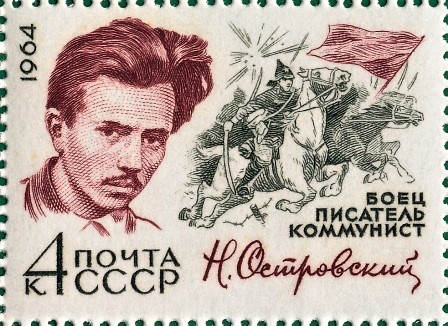
تمبر یادبود سال ۱۹۶۴ که استراوسکی و چگونه فولاد آبدیده شد را به تصویر می‌کشد

چگونه فولاد آبدیده شد (روسی: Как закалялась сталь) یا برپایی یک قهرمان (به انگلیسی: The Making of a Hero)، یک رمان واقع‌گرایی سوسیالیستی است که توسط نیکولای استراوسکی (۱۹۳۶–۱۹۰۴) نوشته شده‌است. این کتاب با ۳۶٫۴ میلیون نسخهٔ فروخته شده، یکی از پرفروش‌ترین کتاب‌های تمام دوران و پرفروش‌ترین کتاب به زبان روسی است.

## تحلیل
رمان شرح‌حال زندگینامه‌ای نویسنده آن نیکولای استراوسکی است. در زندگی واقعی پدر استراوسکی درگذشت و مادرش به عنوان آشپز کار می‌کرد. با پیوستن به ارتش سرخ، چشم راست خود را بر اثر آتش توپخانه در طول جنگ از دست داد.
کتاب چگونگی آبدیده شدن پاول کورچاگین را بیان می کند که از ابتدای زندگی با کار کردن برای  کولاک ها رنج و سختی بسیاری متحمل می شود و برای اولین بار با نجات دادن فئودور ژوخرای در مسیر مبارزه سیاسی قرار می گیرد. او بار ها حین مبارزه سیاسی با مرگ رو در رو می شود ولی هر بار از چنگال آن می گریزد تا در نهایت آبدیده می شود.
در سال ۲۰۱۶، روزنامه «Russia Beyond» از روسیه این داستان را به عنوان بخشی‌از روایت شوروی از کمونیسم تحلیل کرد که مردان غیرمتمدن را به مردان ایدئال مبدل می‌کند، همانند آهن به فولاد. قهرمان داستان با قالب ادبیات پیش‌از خروشچف همخوانی دارد: یک فرد بی‌آلایش و ایدئال کمونیستی.
با وجود اینکه این که کتاب مبارزه و پایداری را با قلمی شیوا و روان به تصویر می کشد و حس و حال خواننده را با مبارزات و شرایت عصبی متفاوت مانند عشق، شادی و یا غم همراه می کند، کتابی کاملا جانبدارانه به سمت و سوی بلشویسم و استالینیسم است. به عنوان نمونه می توان به مواردی نظیر درگیری های دائمی آتامان های ارتش پتلیورا با خودشان اشاره کرد؛ فرماندهان این ارتش افرادی بسیار جاه طلب و مغرور و بی رحم تصویر شدند و سعی دارند با نابودی یکدیگر رشد کنند. گرچه این ارتش به جنایات جنگی نظیر پوگروم یهودیان متهم شده ولی ارتش منسجمی بوده و با عقاید ناسیونالیسمی برای جدایی اوکراین از شوروی می جنگیده.
نمونه ای دیگر می توان به بخشی پرداخت که آستروسکی یک مرزبان سرخ را با مرز بان جمهوری لهستان مقایسه می کند، سرباز شورایی سربازی با لباس کامل است ولی سرباز لهستانی لباس کاملی ندارد و از سرما می لرزد.
آستروسکی در این اثر به حمایت از استالینیسم و مبارزه با تروتسکیسم پرداخته. او سرخ های پیرو تروتسکی را افراد مغرور و خود پسندی می نامد که توسط حزب کوبیده شده‌اند و به ایجاد تفرقه در حزب و نابودی آن می پردازند. در بخشی دیگر که می توان اشاره کرد، پاوکا مدتی عضو لشگر بودیونی بود، بودیونی از طرفداران سخت استالین بوده.

## شخصیت‌های رمان

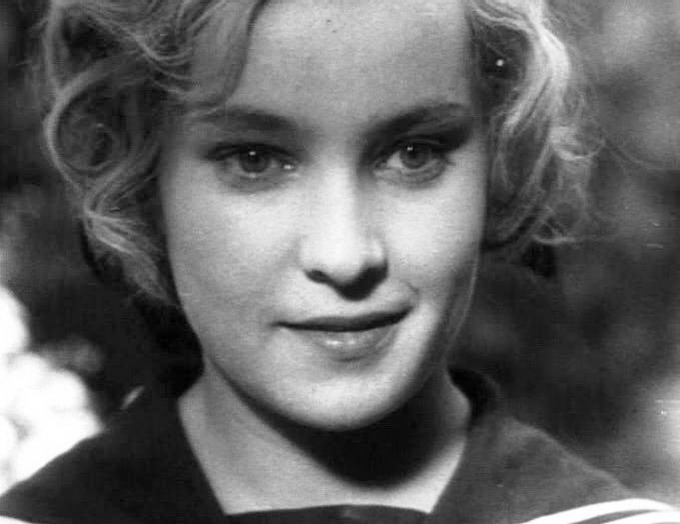
ایرینا فدوتووا در نقش تونیا در فیلم ۱۹۴۲

- پاول کورچاگین – قهرمان رمان. او در جنگ داخلی (۱۹۱۸–۱۹۲۱) در کنار بلشویک‌ها می‌جنگد. کورچاگین یک قهرمان مثبت رئالیسم سوسیالیستی است.
- تونیا تومانوا – عشق نوجوان پاول. تونیا و پاول پس‌از اولین برخورد با یکدیگر دوستان خوبی شدند که بعداً به یک رابطه صمیمی تبدیل شد. اگرچه تونیا از خانواده‌ای ثروتمند و با نفوذ متولد شد، اما برخلاف دوستانش که فقط با سایر فرزندان خانواده‌های معروف ارتباط برقرار می‌کردند، با همه یکسان رفتار می‌کرد. با این حال، پابه‌پای بزرگ شدنش تغییر کرد، چراکه بیشتر از ظاهر و موقعیت اجتماعی خود آگاه شد.

## تاریخچه انتشار
قسمت اول چگونه فولاد آبدیده شد به صورت سریالی در سال ۱۹۳۲ در مجله گارد جوان منتشر شد. بخش دوم رمان از ژانویه تا مه ۱۹۳۴ در همان مجله منتشر شد. این رمان در سال ۱۹۳۶ در قالب کتاب چاپی در نسخه‌ای به شدت ویرایش شده منتشر شد که مطابق با قوانین رئالیسم سوسیالیستی بود. استراوسکی در نسخه سریالی فضای متشنج خانه پاول، رنج او از معلول شدن، وخامت روابطش با همسرش و جدایی آنها را توصیف کرده بود. همه اینها در انتشار ۱۹۳۶ و در چاپ‌های بعدی رمان ناپدید شد.
ترجمه ژاپنی این رمان توسط ریوکیچی سوگیموتو انجام شده‌است.
ترجمه فارسی این رمان توسط مترجمی با نام مستعار بهرام انجام شد.